# Aeroport de Gibraltar
L'aeroport de Gibraltar, oficialment i en anglès Gibraltar International Airport, (codi IATA: GIB, codi OACI: LXGB) és un aeroport internacional situat al territori britànic d'ultramar de Gibraltar. És l'únic aeroport de Gibraltar i és propietat del Ministeri de Defensa del Regne Unit, que en coordina l'ús militar per part de la Royal Air Force i en delega la gestió de l'ús civil al NATS. Una de les seves particularitats és que la seva única pista creua l'avinguda Winston Churchill, principal via de Gibraltar i únic accés terrestre a la ciutat. Per aquesta raó s'han de coordinar els trànsits aeri i terrestre a l'encreuament. Aquest fet, juntament amb els forts vents que afecten l'aeroport sobretot a l'hivern, han fet que sigui considerat un dels cinc aeroports més extrems del món.
L'any 2017 l'aeroport va rebre 571.184 passatgers i 302.094 kg de mercaderies distribuïts en un total de 4.888 vols.

## Estadístiques
|                                    | Passatgers | Vols  | Mercaderies (en tones) |
| ---------------------------------- | ---------- | ----- | ---------------------- |
| 2008                               | 378.603    | 3.958 | 624                    |
| 2009                               | 371.231    | 4.290 | 313                    |
| 2010                               | 305.325    | 3.346 | 296                    |
| 2011                               | 383.013    | 3.628 | 292                    |
| 2012                               | 387.219    | 3.490 | 314                    |
| 2013                               | 383.876    | 3.564 | 352                    |
| 2014                               | 415.103    | 3.730 | 384                    |
| 2015                               | 444.336    | 4.100 | 408                    |
| 2016                               | 548.230    | 4.968 | 404                    |
| 2017                               | 571.184    | 4.888 | 302                    |
| Font: Gibraltar Airport Statistics |            |       |                        |